# José Carlos da Silva Lemos
José Carlos da Silva Lemos, beter bekend als Caio Cambalhota (Niterói, 11 september 1949) is een voormalig Braziliaanse voetballer. Hij is de broer van voetballers César Maluco en Luisinho. 

## Biografie
Caio Cambalhota begon zijn carrière bij Botafogo in 1967. In het eerste jaar won hij al het Campeonato Carioca met de club en verlengde deze titel in 1968, toen ook de landstitel gewonnen werd. Botafogo won in 1967 en 1968 ook nog eens de Pequena Taça do Mundo. Met Flamengo won hij in 1972 het staatskampioenschap en twee jaar later met America de Taça Guanabara. In 1976 stak hij de Atlantische Oceaan over om voor Braga in Portugal te gaan spelen. In 1977 keerde hij al terug en ging voor Atlético Mineiro spelen waarmee hij de Copa dos Campeões won en het Campeonato Mineiro. In 1979 won hij met Bahia nog het Campeonato Baiano. Na nog enkele transfers speelde hij van 1982 tot 1986 voor het Portugese Amora, dat toen hij aankwam nog in de hoogste klasse speelde, maar in 1983 degradeerde. Bij Tiradentes, zijn voorlaatste club, won hij nog het Campeonato Brasiliense. 